# Сосна съедобная
Сосна съедо́бная, или Сосна́ колора́дская (лат. Pínus édulis) — вид вечнозелёных деревьев рода Сосна семейства Сосновые.
Английское общеупотребительное название растения — Colorado Pinyon.

## Распространение и экология
В естественных условиях растёт в США, широко распространена в штатах Колорадо, Юта, Аризона, Техас. Встречается на высотах от 1 600 до 2 400 м, в редких случаях на высотах 1 400 м и выше чем 3 000 м над уровнем моря.

## Ботаническое описание
Достигает 10—20 м в высоту. Диаметр ствола до 80 см.
Иглы у дерева парные, 3—5,5 см в длину.

## Значение и применение
Древесина устойчива против гниения, имеет хорошие механические свойства.